# Niezależna Partia Narodowa (1862)
Niezależna Partia Narodowa (chorw. Samostalna narodna stranka) – chorwacka partia polityczna działająca w latach 60. XIX wieku.
Partia powstała w 1862 roku w wyniku rozłamu w odrodzonej rok wcześniej Partii Narodowej po tym, jak Ivan Mažuranić został postawiony na czele nowo powołanej Kancelarii Chorwackiej w Wiedniu. Mažuranić, polityk o austrofilskich i antywęgierskich poglądach, chciał bliższej współpracy z rządem wiedeńskim w celu realizacji postulatów chorwackich (m.in. zjednoczenia z Dalmacją) i skupił wokół siebie grono podobnie myślących działaczy. Wsparł ją m.in. Ivan Kukuljević Sakcinski.
Dzięki współpracy z Wiedniem Niezależna Partia Narodowa na pewien czas zdobyła wiodącą pozycję na chorwackiej scenie politycznej, nie posiadała jednak szerszego poparcia w społeczeństwie. Sytuacja zmieniła się jednak w 1865 roku, gdy rząd wiedeński nawiązał rozmowy z rządem węgierskim. Jego stronnictwo przegrało też wybory do sejmu chorwackiego. Ugoda austriacko-węgierska z 1867 roku ostatecznie pogrzebała koncepcję Mažuranicia i spowodowała ostateczny upadek partii; pozostali jej działacze na powrót przystąpili do Partii Narodowej.